# Athyreus
Athyreus es un género de escarabajos de la familia Bolboceratidae o según otras clasificaciones subfamilia Bolboceratinae de la familia Geotrupidae.

## Especies
Esta es una lista de especies que corresponden a este género:
- Athyreus acuticornis
- Athyreus aeneus
- Athyreus alvarengai
- Athyreus anneae
- Athyreus armatus
- Athyreus bellator
- Athyreus biarmatus
- Athyreus bicornus
- Athyreus bifurcatus
- Athyreus bilbergi
- Athyreus bilobus
- Athyreus brasilicus
- Athyreus capricornis
- Athyreus chalybeatus
- Athyreus championi
- Athyreus conspicuus
- Athyreus cyanescens
- Athyreus forcipatus
- Athyreus fritzi
- Athyreus gigas
- Athyreus hastifer
- Athyreus hemisphaericus
- Athyreus horatioi
- Athyreus hypocritus
- Athyreus juanae
- Athyreus langeri
- Athyreus larseni
- Athyreus martinezi
- Athyreus mouraensis
- Athyreus nebulosus
- Athyreus nitidus
- Athyreus parvus
- Athyreus peckorum
- Athyreus pyriformis
- Athyreus soesilae
- Athyreus subarmatus
- Athyreus tribuliformis
- Athyreus tridens
- Athyreus tuberifer
- Athyreus tweedianus
- Athyreus unicornis
- Athyreus vavini
- Athyreus vicinus
- Athyreus zischkai